# François Chassagnite

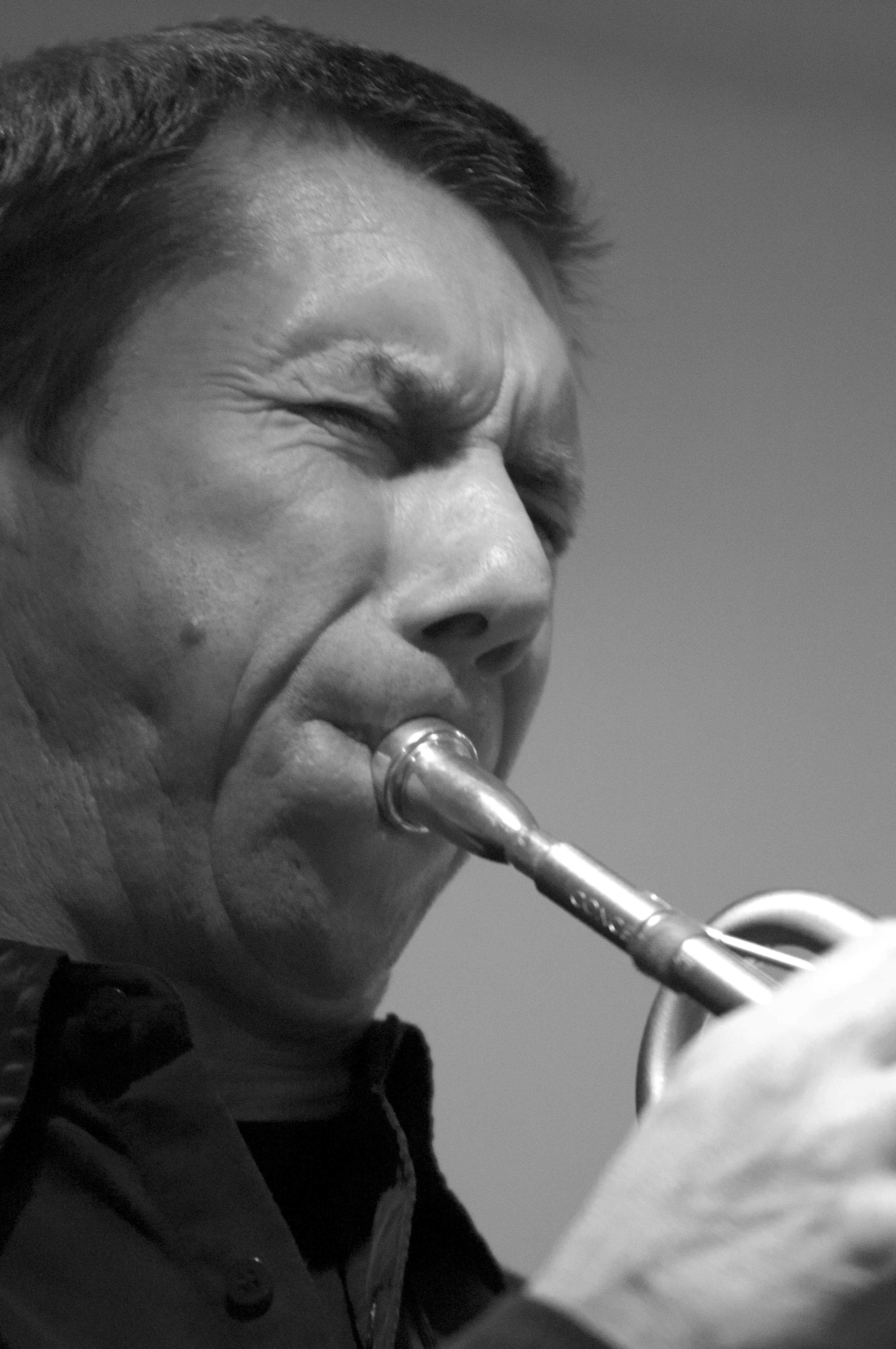
François Chassagnite tijdens een optreden met de groep van Isa Rabaraona, (2008).

François Chassagnite (Ussel, 21 juni 1955 - Nice, 7 april 2011) was een Franse jazz-trompettist en zanger.
Chassagnite speelde vanaf 1973 in amateurbands, vanaf 1979 trad hij op in clubs in Parijs. In 1981 werd hij lid van de Euro-Jazz Bigband. In de jaren tachtig speelde hij verder in de bands van Jean-Loup Longnon, Antoine Hervé, Andy Emler en Denis Badault. Hij had ook een kwartet, met Alain Jean-Marie, Alby Cullaz en Oliver Johnson. In 1986 speelde hij in het Orchestre National de Jazz, waarmee hij toerde in Europa en Afrika. Hij speelde in de bigbands van Gil Evans (1987/1988) en Gérard Badini. In 1989 verscheen zijn eerste album onder eigen naam. Met een trio vierde hij later met een album de muziek van trompettist Chet Baker (2006). Rond 2010 begon hij een kwintet met altsaxofonist Seb Chaumont.
Chassagnite overleed aan de gevolgen van een hartinfarct. De avond ervoor had hij nog opgetreden in een club.

## Discografie
- Samya Cynthia, Frémeaux & Associés, 1989
- Chazzéologie, 1995
- Savane, 1996
- Kess Kess, 1998
- Un Poco Loco, TCB Records, 2000
- Jubilation, Tribute to Chet Baker, 2006
- Chat Ssagnite, Frémeaux & Associés, 2012

- Bibliothèque nationale de France: cb138924085 (data)
- International Standard Name Identifier: 0000 0003 7200 1945
- Library of Congress Control Number: n2016025116
- MusicBrainz: 4f9a391d-dd9a-4fad-9277-576830f66b16
- Virtual International Authority File: 2655686
- WorldCat: E39PBJm979FtvGmtBdjPMphyh3